# Ropcza (przystanek kolejowy)
Ropcza (ukr. Ропча, ros. Ропча) – przystanek kolejowy w miejscowości Ropcza, w rejonie czerniowieckim, w obwodzie czerniowieckim, na Ukrainie. Położony jest na linii Hliboka – Berhomet.
Przystanek powstał w czasach austro-węgierskich.